# Krásné (Chrudimi járás)
Krásné település Csehországban, a Chrudimi járásban. Krásné Bojanov, Horní Bradlo, Libkov és Liboměřice településekkel határos. Lakosainak száma 144 fő (2024. január 1.).

## Népesség
A település lakosságának változását az alábbi diagram mutatja:
| Lakosok száma | 469  | 409  | 371  | 236  | 205  | 150  | 144  | 147  | 147  | 144  |
|               | 1869 | 1890 | 1921 | 1950 | 1980 | 2001 | 2017 | 2019 | 2022 | 2024 |